# Pierre-Olivier Scotto
 (avril 2015).
Si vous disposez d'ouvrages ou d'articles de référence ou si vous connaissez des sites web de qualité traitant du thème abordé ici, merci de compléter l'article en donnant les références utiles à sa vérifiabilité et en les liant à la section « Notes et références ».
Pour les articles homonymes, voir Scotto.
Pierre-Olivier Scotto est un acteur, auteur dramatique et metteur en scène de théâtre.

## Biographie
Formé au Conservatoire National Supérieur d’Art Dramatique de Paris aux classes de Jean-Paul Roussillon, Antoine Vitez et Marcel Bluwal, il entre à la Comédie-Française et y passe cinq années.
En 1979, il coréalise, avec Bruno Decharme et Isabelle Guiard, un documentaire de long-mètrage: « Lourdes, Bernadette et les autres ».
Il quitte le Français pour mettre en scène et crée, avec Bruno Decharme, Isabelle Guiard, Jean-Paul Schintu et Martine Feldmann, Le Théâtre de l’Escalier d’Or, où l’accent sera mis sur la création contemporaine. Il commence alors à écrire ses propres textes.
L’homme de théâtre se fait aussi homme de plume. Sa couleur fondamentale est l’humour. Pour le théâtre, il écrit d’abord des monologues dont la matière est puisée dans son autobiographie : l’enfance avec Haut comme la Table, et l’adolescence avec Le Lycéen, qui rencontrent un grand succès (plus de 500 représentations dont six mois au Théâtre Grévin à Paris).
Avec Le Quadr, il révèle une écriture toujours pleine d’humour, mais teintée cette fois d’une causticité qu'on ne lui connaissait pas jusqu’alors.
En 1995, il écrit sa première pièce : Le Mal de Mère, mise en scène par Françoise Seigner, dans laquelle il joue avec Tsilla Chelton pendant plus de 400 représentations à Paris (Théâtre de la Madeleine et Théâtre du Palais-Royal) et en tournée - trois nominations aux Molières: Meilleure Pièce de Création, Meilleur Auteur, Meilleure Comédienne.
Cette pièce est traduite et jouée dans le monde entier.
Il joue à la Comédie de Saint-Étienne le rôle principal dans « les Variations Goldberg » de Tabori avec Clémentine Célarié. Grand succès.
En 1999, sa deuxième pièce, Le Ciel est Egoïste ?, écrite avec Martine Feldmann, est créée avec Tsilla Chelton, Françoise Seigner et Stéphane Bierry, dans une mise en scène de Pierre Aufrey au Théâtre d’Esch (Luxembourg) puis au Théâtre de Suresnes avant d’être à l’affiche du Théâtre du Palais-Royal pendant cinq mois.
Il réalise pour le cinéma son premier long métrage, d’après la pièce de David Decca : Le Roman de Lulu, avec Thierry Lhermitte, Claire Keim, Patrick Bouchitey et lui-même, sorti sur les écrans en avril 2001. (Lambart Productions)
Il joue à Paris, au Théâtre du Ranelagh, puis dans le cadre du Festival d’Avignon 2001, au Théâtre du Chêne Noir, Faux Frère(s), une pièce coécrite avec Martine Feldmann qui en signe également la mise en scène et où il a comme partenaire Thierry Beccaro. Faux Frère(s) a été repris au Petit Théâtre de Paris en mai et juin 2002.
En 2002, il part travailler au Canada. Il monte avec Martine Feldmann la pièce La boutique au coin de la rue  (Tirée du film de Lubitsch Shop around the corner) et Le ciel est égoïste  à Montréal et dans tout le Québec.
En 2003, il cosigne avec Martine Feldmann La Belle Mémoire, à l’affiche du Théâtre Hébertot à Paris. Trois nominations aux Molières 2004 : Meilleur spectacle de langue française, Meilleure actrice, Meilleur espoir masculin.
En 2005, Martine Feldmann et Pierre-Olivier Scotto signent une nouvelle comédie, 
Jeux d’rôles, au Théâtre Marigny, avec Sonia Vollereaux, mise en scène Marion Sarraut. Le spectacle reçoit un accueil public et critique très enthousiaste puis est repris à Paris au Théâtre du Funambule. 200 représentations.
En 2007, il écrit et interprète Prédateurs  avec Thierry Beccaro dans une mise en scène de Marion Sarraut au théâtre Rive Gauche pendant quatre mois. Captation pour la télévision.
En 2008, il coréalise avec Julie Carcuac une fiction Planète Jeunes.
En 2010-2011, deux de ses pièces sont en tournée :
-  Le Mal de Mère, une nouvelle création avec Marthe Villalonga et Bruno Madinier au théâtre de la Tête d’Or à Lyon dans une mise en scène d’Isabelle Ratier (Productions Artémis) 100 représentations.
- Coach, une nouvelle comédie qu’il joue avec Amanda Delépine et Thierry Beccaro, dans toute la France (Productions Théâtre et Comédie)
En 2010, création de Coach  à Paris au théâtre Saint-Georges avec Thierry Beccaro, Valérie Vogt et Pierre-Olivier Scotto -. Mise en scène de Julie Carcuac. 100 représentations.
En 2011, Il crée une nouvelle pièce Le Désir  avec Nicole Calfan, Laëtitia Milot et Pierre-Olivier Scotto – Mise en scène de Philippe Hersen.
Il prépare en tant que réalisateur, son deuxième long-métrage adapté de sa pièce « Le Mal de Mère » (Lambart Productions)
Parallèlement à son activité d'auteur et de comédien, il se consacre à la transmission, en animant des ateliers de théâtre et d'écriture en région parisienne. Il intervient dans différents milieux: scolaire, théâtre amateur et formation professionnelle de comédien, notamment dans l'école fondée par Raymond Acquaviva, dont il avait fait la connaissance à la Comédie Française.
Il a été nommé chevalier des Arts et des Lettres.

## Auteur
- Haut comme la table
- Le Temps des copains
- Les Contes d'un lycéen
- Le Mal de mère
- Le ciel est égoïste de Pierre-Olivier Scotto et Martine Feldmann
- Faux frère(s) de Pierre-Olivier Scotto et Martine Feldmann
- La Belle Mémoire de Pierre-Olivier Scotto et Martine Feldmann
- Une histoire de pères
- Prédateurs
- 2021 : Là-bas de l'autre côté de l'eau
- 2022 : Le voyage de Molière de Pierre-Olivier Scotto et Jean-Philippe Daguerre
- 2023 : Rentrée 42: Bienvenue les enfants ! de Pierre-Olivier Scotto et Xavier Lemaire (création prévue pour Avignon 2023)
- 2025 : Madeleine Béjart, une femme libre

## Théâtre

### Comédien
- 1978 : Les Fourberies de Scapin de Molière, mise en scène Jacques Échantillon, Comédie-Française
- 1985 : Haut comme la table de Pierre-Olivier Scotto, mise en scène Martine Feldmann, Théâtre du Tourtour
- 1987 : Couki et Louki sont sur un bateau de Denise Chalem, mise en scène Martine Feldmann, Théâtre de l'Escalier d'Or
- 1989 : Le Temps des copains de Pierre-Olivier Scotto, mise en scène Martine Feldmann
- 1989 : Les Contes d'un lycéen de Pierre-Olivier Scotto, mise en scène Martine Feldmann
- 1995 : Le Mal de mère de Pierre-Olivier Scotto, mise en scène Françoise Seigner, Théâtre municipal de Béziers, Théâtre de la Madeleine en 1996, Théâtre des Célestins en 1997, Théâtre du Palais-Royal en 1998
- 1997 : Les Variations Goldberg (Die Goldberg variationen) de George Tabori, mise en scène Daniel Benoin, Comédie de Saint-Étienne, Théâtre national de Chaillot en 1998
- 2000 : Le ciel est égoïste de Pierre-Olivier Scotto et Martine Feldmann, mise en scène Pierre Aufrey, Théâtre du Palais-Royal
- 2000 : Faux frère(s) de Pierre-Olivier Scotto et Martine Feldmann, mise en scène Martine Feldmann
- 2001 : Faux frère(s) de Pierre-Olivier Scotto et Martine Feldmann, mise en scène Martine Feldmann, Théâtre du Ranelagh
- 2002 : Faux frère(s) de Pierre-Olivier Scotto et Martine Feldmann, mise en scène Martine Feldmann, Théâtre du Chêne Noir, Petit Théâtre de Paris
- 2005 : Jeux d'rôles de Pierre-Olivier Scotto et Martine Feldmann, Funambule Montmartre
- 2005 : Jeux d'rôles de Pierre-Olivier Scotto et Martine Feldmann, mise en scène Marion Sarraut, Théâtre Marigny
- 2007 : Jeux d'rôles de Pierre-Olivier Scotto et Martine Feldmann, mise en scène Marion Sarraut, Théâtre d'Edgar
- 2007 : Une histoire de pères de Pierre-Olivier Scotto
- 2007 : Prédateurs de Pierre-Olivier Scotto, mise en scène Marion Sarraut, Théâtre Rive Gauche

### Metteur en scène
- 1981 : Est-ce que les fous jouent-ils ? de Michel Viala, Théâtre de la Gaîté-Montparnasse
- 1982 : 1981 création collective, mise en scène avec Pierre Aufrey, Théâtre de l'Escalier d'Or
- 2007 : Une histoire de pères de Pierre-Olivier Scotto
- 2009 : All You Need is lol de Stéphanie Marco, Théâtre de Ménilmontant
- 2018 : Bérénice 34-44, d'Isabelle Stibbe

## Filmographie partielle

### Cinéma
- 1976 :  Oublie-moi, Mandoline de Michel Wyn : Un employé de Publipub
- 1976 :  Le Petit Marcel de Jacques Fansten : Bernard
- 1976 :  Dracula père et fils de Édouard Molinaro :
- 1978 :  La Zizanie de Claude Zidi : l'imitateur
- 1983 : Prends ton passe-montagne, on va à la plage de Eddy Matalon : Gaspard
- 1980 : T'inquiète pas, ça se soigne de Eddy Matalon : Sylvain Morelli
- 1997 : Les Sœurs Soleil de Jeannot Szwarc
- 2000 : Le Roman de Lulu de lui-même : Marc
- 2018 : Moi et le Che de Patrice Gautier
- 2021 : Eugénie Grandet de Marc Dugain

### Télévision
- 1977 : Brigade des mineurs  - épisode «  Incidents mineurs » (série télévisée)
- 1999 : Docteur Sylvestre  - épisode #5.3 « Cadences infernales  » (série télévisée) : Casenave
- 2000 : Avocats et Associés  - épisode #3.2 « Tractations » (série télévisée) : Jean-Pierre Bourgeon
- 2002 : Alice Nevers, le juge est une femme - épisode #1.16 « Les délices du palais » (série télévisée) : Homme couple illégitime
- 2003 : La Crim'  - épisode #7.3  « Camille » (série télévisée)
- 2004 : Père et Maire  - épisode #3.2 « Faillite personnelle  » (série télévisée) : Le psy
- 2005 : Mis en bouteille au château, téléfilm de Marion Sarraut :  Georges Bartheau
- 2005 : Fabien Cosma  - épisode « La répétition » de Marion Sarraut (série télévisée) : Damien Lesueur
- 2006 : Ange de feu, téléfilm  de Philippe Setbon : Maître Bachet
- 2009 : Seconde Chance  - épisodes #1.98 - #1.101 - #1.102 (série télévisée) : Le notaire
- 2009 : Un viol, téléfilm  de Marion Sarraut : Juge d'instruction
- 2012 : Julie Lescaut  - épisode #23.1 « Sortez les violons » (série télévisée) : Elie Stein
- 2022 : Un si grand soleil, Saison 4 (série télévisée) : Daniel Brenas

## Distinctions

### Nominations
- Molières 1997 : Molière de l'auteur pour Le Mal de mère
- Molières 1997 : Molière de la meilleure pièce de création pour Le Mal de mère
- Molières 2004 : Molière de la meilleure pièce de création pour La Belle Mémoire